# Sil (rivier)
De Sil is een rivier met een lengte van 225 km in Galicië, Spanje. Ze is een tak van de Miño en stroomt door de provincies León en Ourense. De grootste stad waar de rivier doorheen stroomt is Ponferrada.
De bron ligt in de Cantabrische bergen.
- Virtual International Authority File: 315130764